# Memphis rap
Memphis rap, também conhecido como Memphis hip hop e Memphis horrorcore, é um subgênero do hip hop que se originou em Memphis, Tennessee, no início da década de 1990. O gênero é caracterizado por seu baixo custo de produção, produção em massa e pela sonoridade Lo-fi (gênero musical), que também utiliza fortemente a caixa de ritmos Roland TR-808 e melodias de mínima sintetização. Além disso, incorpora tempos duplos e trechos que ressonam varições de soul, funk, filmes de terror e música clássica. Em consonância, outro mecanismo presente no gênero de Memphis é a produção em estilo DIY,
em que comumente não há o uso de sample.
Os primeiros artistas e grupos associados ao rap de Memphis incluem Tommy Wright III, Al Kapone, DJ Spanish Fly, Lil Noid, 8Ball & MJG  e Three 6 Mafia, DJ Paul e Lord Infamous, bem como as mixtapes iniciais do DJ Spanish Fly. Apesar do forte âmbito underground, tal gênero influenciou rappers como Lil Ugly Mane, Denzel Curry, SpaceGhostPurrp e Joey Badass, bem como o aumento da música crunk.
Às vezes há amostragem de outros artistas do mesmo gênero. As obras não devem ser confundidas com um fundo ou trinado. Nas capas de álbuns ou singles nos anos de 1990, logos caseiros e processamento de fotos simples foram usados. Com o tempo, isso se tornou uma característica distintiva do gênero.

## Representantes notáveis
- DJ Paul & Three 6 Mafia[6]
- Gangsta Boo[6]
- Gangsta Blac[6]
- MC Mack
- Project Pat[6]
- Lil Wyte[6]
- Gangsta Blac
- La Chat